# 1508 en science
| Années de la science : 1505 - 1506 - 1507 - 1508 - 1509 - 1510 - 1511    |
| Décennies de la science : 1470 - 1480 - 1490 - 1500 - 1510 - 1520 - 1530 |

Cet article présente les faits marquants de l'année 1508 en science.

## Événements
- Martin Waldseemüller dessine la carte Tabula Terre Nove (Carte des nouvelles terres), publiée en 1513[1].

- Vers 1504-1508 : Peter Henlein construit sa Taschenuhr, peut-être la première montre portable[2].

## Naissances

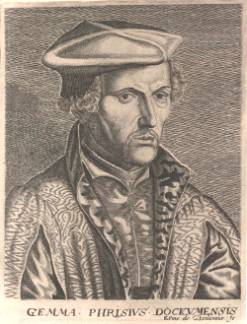
Gemma Frisius

- 13 juin : Alexandre Piccolomini (mort en 1579), humaniste et philosophe toscan.
- 2 septembre : Jean Taisnier (mort en 1562), musicien, astrologue et mathématicien belge.
- 9 décembre : Gemma Frisius (mort en 1555), cartographe et mathématicien néerlandais.

## Décès
- Mars : Lourenço de Almeida (né en 1480), militaire et explorateur portugais.
- 27 août : Hieronymus Münzer (né en 1437 ou 1447), voyageur, humaniste, médecin, géographe et cartographe allemand.